# Marino Hinestroza
Marino Hinestroza Angulo (ur. 8 lipca 2002 w Cali) – kolumbijski piłkarz występujący na pozycji skrzydłowego, od 2024 roku zawodnik Atlético Nacional.